# Казацкие песни Днепропетровской области
Казацкие песни Днепропетровщины (укр. Козацькі пісні Дніпропетровщини) или «казачьи песни», — феномен исполнения украинских казачьих песен в Днепропетровской области, внесённый в 2016 году в Список объектов нематериального культурного наследия человечества, нуждающихся в срочной охране (англ. List of Intangible Cultural Heritage in Need of Urgent Safeguarding).

## Характеристика

### Описание
Казацкие песни являются формой устного народного песенного творчества. В первую очередь можно считать «казацкими» те песни, в которых описываются походы казаков (например, «Ой, гук, мати, гук» из села Капуловка Никопольского района), песни о казачьих предводителях (например, песня о Даниле Нечае «Ой из-за горы и еще и из-за лимана» из города Жёлтые Воды), казацкая лирика (например, «Из-за гор, из-за гор» из города Подгородное), казацкий романс (например, «Шел казак с Дона» из села Великомихайловка Покровского района). В этих песнях повествование ведётся от лица либо рассказчика, либо самого казака. В определенной степени «казацкими» являются также и те песни, в которых описываются отношения между молодым человеком и девушкой (например, «Садом, садом, пшениченька ланом» из поселка Межевая Межевского района).
Однако не все песни, в которых поется о казаках, считаются казацкими. Так, к казацкой тематике обращались авторы песен, созданных в годы борьбы за независимость Украины в 1917—1921 годах; это, например, песни «Їхав козак на війноньку» или «Стоїть козак на чорній кручі».

### Носители
Носители и исполнители казацких песен в Днепропетровской области не представляют какой-то одной общины. В одних местах они объединены в любительские фольклорные коллективы, как, например, в городе Жёлтые Воды (ансамбль «Находка»), в городе Подгородное Днепровского района (ансамбль «Криница»), в селах Богуслав Павлоградского района (ансамбли «Богуславочка» и "Первоцвет"). В других местах носителями казацких песен являются отдельные люди (например, на 2014 год такими были Анна Михайловна Должанская, 1918 года рождения из поселка Межевая Межевского района и Екатерина Григорьевна Скиба, 1929 года рождения из села Красный Под Широковского района), или неформальные группы, собирающиеся вместе время от времени (например, группа в селе Капуловка Никопольского района в составе: Федоренко Надежда Семеновна, 1927 года рождения, Иванчура Мария Кондратьевна, 1934 года рождения, Беляева Ольга Григорьевна, 1930 года рождения).